# Okręg Évreux
Okręg Évreux (fr. Arrondissement d’Évreux) – okręg w północnej Francji. Populacja wynosi 271 tysiące.

## Podział administracyjny
W skład okręgu wchodzą następujące kantony:
- Breteuil,
- Conches-en-Ouche,
- Damville,
- Évreux-Est,
- Évreux-Nord,
- Évreux-Ouest,
- Évreux-Sud,
- Neubourg,
- Nonancourt,
- Pacy-sur-Eure,
- Rugles,
- Saint-André-de-l'Eure,
- Verneuil-sur-Avre,
- Vernon-Nord,
- Vernon-Sud.